# 殘忍
《殘忍》是由香港歌手許廷鏗現場演唱，星煥國際製作，2011年9月10日發行的第四張單曲，只作為派台用途，並未公開販售。

## 曲目
1. 殘忍（Live）
  - 作曲：歐陽業俊，作詞：李敏
  - 原曲為羅志祥2009年《羅生門》專輯中的《愛不單行》。

## 唱片版本
- CD版

## 音樂錄影帶
| 歌名 | 執導              | 首播日期       | 附註 |
| ---- | ----------------- | -------------- | ---- |
| 殘忍 | Jacky @ Concept X | 2011年10月21日 |      |

## 備註
1. ↑  my903.com - 叱咤正在普選[永久]，2012年1月12日 (四) 14:15 (UTC+8)查閱（繁體中文）